# Piet van Egmond

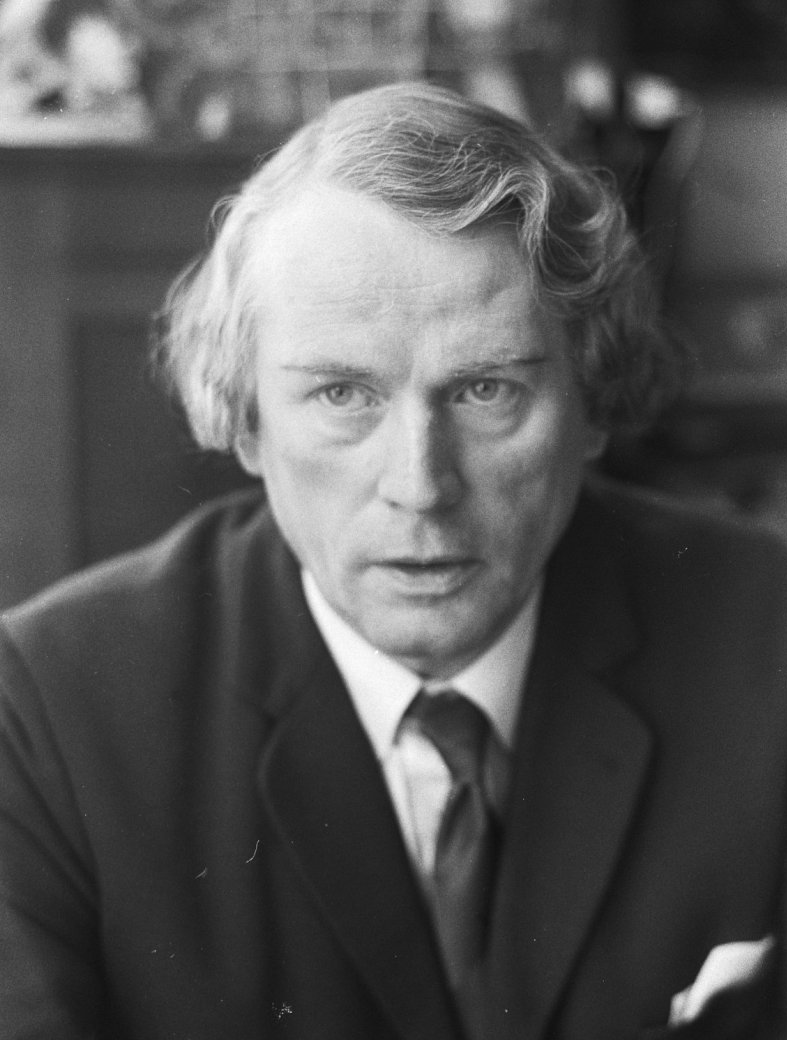
Piet van Egmond, 1971

Pieter (Piet) van Egmond (* 14. April 1912 in Amsterdam; † 11. Mai 1982 in Den Helder) war ein niederländischer Organist und Dirigent.

## Leben
Pieter van Egmond erhielt seinen ersten Klavier- und Orgelunterricht bei Wouter Westerhoud, dem Organisten der Oranjekerk in Amsterdam. Auf Anraten des Bezirksprädikanten de Vrijer besuchte er die Toonkunst-Musikschule, wo er Orgelunterricht bei Anton H. Tierie erhielt. 1927 gab Van Egmond mit einem Bach-Programm sein erstes Orgelkonzert in der Oude Kerk von Amsterdam. Im selben Jahr wurde er zum Amsterdamer Konservatorium zugelassen, wo er unter anderem bei Cornelis de Wolf studierte. 1931 erhielt er sein Orgel-Diplom, 1933 legte er sein Solistenexamen für Orgel ab und 1935 erhielt er nach weiteren Studien bei Nelly Wagenaar sein Diplom für Klavier.
1929 trat Van Egmond eine Stelle als Organist an der Elthetokerk in Amsterdam-Oost an. 1931 wurde er zum Organisten und Chorleiter der Lutherkapelle der Wiederhergestellten Evangelisch-Lutherischen Gemeinde. 1937 folgte er Jan Zwart als Organist an der Wiederhergestellten Evangelisch-Lutherischen Kirche am Kloveniersburgwal.
Von 1931 bis 1940 war Piet van Egmond auch Organist der Algemene Vereniging Radio Omroep, ab 1948 arbeitete er mit der Nederlandse Christelijke Radio-Vereniging zusammen.
Nach dem Zweiten Weltkrieg war Van Egmond Organist an der Jeruzalemkerk (1952–1956) und an der Thomaskerk in Amsterdam (1956–1967) sowie an der Reformierten Wilhelminakerk in Haarlem und von 1971 bis 1977 an der Grote Kerk in Apeldoorn.

## Werke
- Improvisatie-Variaties over het oude Wilhelmus (1938), Uraufführung anlässlich des vierzigjährigen Regierungsjubiläums der Königin Wilhelmina.